# Микільський (Вигоницький район)
Микільський (рос. Никольский) — селище в Вигоницькому районі Брянської області Російської Федерації.
Населення становить 28 осіб. Входить до складу муніципального утворення Вигоницьке міське поселення.

## Історія
Від 2005 року входить до складу муніципального утворення Вигоницьке міське поселення.

## Населення
| 2010 | 2013 |
| ---- | ---- |
| 32   | ↘28  |